# Archibasis mimetes
Archibasis mimetes là loài chuồn chuồn trong họ Coenagrionidae. Loài này được Tillyard mô tả khoa học đầu tiên năm 1913.